# Клас 3000
„Клас 3000“ (на английски: Class of 3000) е американски анимационен сериал на Картун Нетуърк. Стартира на 6 ноември 2006 г., а в Европа – на 10 ноември 2007 г., по европейския „Картун Нетуърк“. Негови създатели са Андре 3000 и Томас Линч.

## Герои
Главните герои са Съни Бриджест – богат хип-хоп изпълнител, който сега е учител, Литъл Ай Ди – лидерът на музикалния клас, Тамика Джоунс – сърдито дебело чернокожо момиче, Филип Фил – 13–годишен тийнейджър, Кам Чин – добър кларинетист, който е от Азия, Ким Чин – неговата сестра близначка, Едуард „Еди“ Филип Джоунс Лорънс – наследник на богата фамилия, Медисън Спагетини Джоунс Пападълос – 12-годишно, енергично, весело момиче.

## „Клас 3000“ в България
В България сериалът започна излъчване на 5 юни 2011 г. по bTV, всяка събота от 07:30 по два епизода и в неделя от 07:30 по един с дублаж на български. Ролите се озвучават от артистите Цветослава Симеонова, Здрава Каменова, Вилма Карталска, Камен Асенов и Цанко Тасев.